# Zombie Nation (jogo eletrônico)
Zombie Nation ou Samurai Zombie Nation é um jogo de videogame lançado pela Meldac em 1990 no Japão e 1991 na América do Norte. No Japão, o jogo foi lançado com o nome Abarenbō Tengu.

## História
Em 1999, o que parecia ser um meteorito inofensivo caiu no deserto de Nevada, acabou por ser Darc Seed, uma criatura alienígena maligna com um horrível poder. Ao emitir raios magnéticos estranhos, Darc Seed tinha transformado a população da nação em zumbis e tinha trazido a Estátua da Liberdade a vida para fazer o seu trabalho sujo. Esses raios também deram a ele o controle sobre muitas armas mortais, porém nada mais poderoso do que a espada samurai lendária; Shura. Quando o grande líder dos samurais — Namakubi — percebe que a espada havia caído em mãos erradas, ele parte imediatamente para os Estados Unidos. Porque só ele possuía a força e conhecimento para recapturar a espada mágica e libertar país das garras de Darc Seed.

## Modos de Jogabilidade
- Cima - Move o zombie cabeça erguida.

- Baixo - Move a cabeça zumbi para baixo.

- Esquerda - Move a cabeça zumbi esquerda.

- Direita - Move a direita da cabeça zumbi.

- Up Esquerda - Move a cabeça zumbi cima e para a esquerda.

- Up Direita - Move a cabeça zumbi cima e para a direita.

- Baixo Esquerda - Move a cabeça de zumbis para baixo e para a esquerda.

- Down Right - Move a cabeça de zumbis para baixo e para a direita.

## Recepção
Apesar de terem sido reavaliadas recentemente e consideradas cult entre os jogadores, ambas as versões foram criticadas negativamente em seu lançamento, tanto pela jogabilidade quanto pela alta dificuldade. Zombie Nation foi revisado na edição n.º 172 da revista Dragon, com uma pontuação de 2½/5.
O St. Petersburg Times empatou com Splatterhouse 2 como o décimo melhor videogame de 1992. Mashable, classificando Zombie Nation como o segundo videogame mais estranho de todos os tempos, afirmou que "oferece ao gênero de tiro com rolagem lateral um novo ápice estranho e grosseiro. Tão desafiador quanto confuso, o ponto alto deste jogo é a chance de derrubar uma Estátua da Liberdade maléfica e animada."